# Valaida Snow
Valaida Snow (Chattanooga, Tennessee, EUA, 2 de juny de 1904 - Nova York, EUA, 30 de maig de 1956), va ser una virtuosa música i animadora de jazz nord-americana que es va fer famosa a nivell internacional. Era coneguda com a "Little Louis" i "Queen of the Trumpet", un sobrenom que li va donar W. C. Handy.
Immersa en un ambient de família musical, ja que la seva mare era professora de música i els seus dos germans cantants, va iniciar la seva carrera el 1920 com a trompetista i cantant a Atlantic City, i posteriorment a Nova York. A mitjans dels anys vint, després de realitzar diversos concerts en diferents estats nord-americans, va viatjar a Xangai amb l'orquestra del bateria Jack Carter.
A partir de llavors al llarg de la seva trajectòria professional va fer diverses gires per Europa: entre 1929 i 1931 va actuar a Alemanya, França, Belgica, Europa de l'Est; en 1934 va tocar a la revista Blackbirds, gravant els seus primers discos amb el seu nom; de 1936 a 1940 va tocar a Gran Bretanya, França (on va participar en el rodatge de la pel·lícula Pièges, 1939), Àustria, Suïssa, Països Baixos, Dinamarca i Suècia.
El 1941 va ser detinguda a Suècia i reclamada pels nazis, passant dos anys en un camp de concentració, fins que el 1943 va poder tornar als Estats Units i reprendre la seva carrera. Va participar en el rodatge de diverses pel·lícules com Take it from me, Irresistible You, i en nombrosos programes de ràdio i televisió.
Mori el 1956 víctima d'una hemorràgia cerebral provocada per les seqüeles dels maltractaments que va patir al camp de concentració alemany.
Entre la seva extensa discografia cal destacar: I can't dance (1935) i My heart belongs to daddy (1939).